# O-ニトロベンジル基
o-ニトロベンジル基（オルトニトロベンジルき、o-nitrobenzyl group）もしくは 2-ニトロベンジル基 とは、有機合成化学で用いられる保護基の一種。光分解により脱保護できる点が特長とされる。主にアルコールに対して用いられる。

## 保護
o-ニトロベンジル基によりアルコールを保護する場合は、通常のベンジル基の場合と同様にウィリアムソン合成法が利用される。
ROH + ClCH2C6H4-o-NO2 → ROCH2C6H4-o-NO2
保護により生じる o-ニトロベンジルエーテルの安定性はベンジルエーテルに準じるが、還元剤や有機金属へはやや弱い。
カルボン酸の酸素、アミド、アミンの窒素上の保護も行われる。

## 脱保護
o-ニトロベンジルエーテルは光を照射して元のアルコールに戻すことができる。常法ではメタノール中において 350 nm 近くの光を用い、脱保護にともない o-ニトロソベンズアルデヒドが遊離する。この方法により、酸や塩基など特定の試薬を用いずに選択的な脱保護が可能となる。
ROCH2C6H4-o-NO2 + hν → ROH + OHCC6H4-o-NO

## 関連する保護基
o-ニトロベンジルオキシカルボニル基 o-O2NC6H4CH2OC(=O)- も同様に光分解が可能な保護基として、アルコールやアミンの保護に用いられる。
ニトロ基の位置が異なる p-ニトロベンジル基は光による脱保護は行われず、マグネシウムやインジウムなどの金属により還元的に切断される。